# Porfírio da Paz
José Porfírio da Paz (Araxá, 24 de janeiro de 1903  — 27 de setembro de 1983) foi um político brasileiro.
Aos vinte anos optou pela carreira militar. Foi quando assumiu o comando do batalhão paramilitar do Liceu Coração de Jesus. Chegou a ser preso durante a Revolução Constitucionalista de 1932, mas, mesmo assim, permaneceu amigo de Getúlio Vargas.
Foi deputado estadual, vice-prefeito e prefeito de São Paulo, entre 7 de julho de 1954 e 17 de janeiro de 1955. Foi também vice-governador, governador interino do estado de São Paulo e um dos fundadores do São Paulo Futebol Clube. Considerado torcedor-símbolo do clube nos anos 1940, foi o autor do hino oficial do São Paulo em 1936, que se tornaria oficial apenas em 1942.